# Reformas de Diocleciano
Reformas de Diocleciano es la denominación que ha dado la historiografía a un proceso reformista acometido por el emperador Diocleciano, que abre el periodo del Bajo Imperio romano que se conoce con el nombre de Dominado, tras la anarquía militar y el inicio de la crisis del siglo III. Se prolongaron durante todo su mandato (284-305) y continuaron bajo el emperador Constantino con sus reformas.
Las reformas afectaron a los campos administrativo, económico, social o militar, todas ellas complementadas entre sí. Su fin era sanear los ingresos estatales, el mantenimiento de la integridad territorial del Imperio y la continuidad de la propia civilización romana (romanidad o romanización), incluidos extremos religiosos, con las persecuciones contra los cristianos, y lingüísticos, con la imposición del latín como lengua administrativa en Oriente, donde el griego era —y continuó siendo— la lengua de comunicación interétnica.
Su rigidez convirtió al estado romano en una pesada y costosa maquinaria, que si bien consiguió prolongar la existencia del Imperio por más de un siglo, contribuyó en gran medida a la decadencia de las formas de vida urbana, especialmente en Occidente. Los puestos de gobierno municipal, que antes eran honores ávidamente buscados, se convirtieron en cargas hereditarias, principio que también se extendió a los oficios artesanales, haciendo que la sociedad entera perdiera dinamismo. Las grupos dominantes (nobilissimus, clarissimus, splendissimus) dejaron de encontrar estimulante el ejercicio de la política urbana, cada vez más onerosa, y optaron por retirarse a sus villas rurales, cada vez más convertidas en latifundios autosuficientes cuya conexión con el comercio a larga distancia se fue enrareciendo; iniciándose una tendencia a la feudalización que se fue intensificando durante los siguientes siglos, el periodo denominado Antigüedad tardía.

## Provincias
La reforma administrativa continuaba la tendencia de Aureliano hacia la racionalización de la división provincial, suprimiendo los últimos vestigios de la dependencia al Senado romano de las llamadas provincias senatoriales, con la pretensión de que el gobierno imperial llegara a cada rincón del territorio, sin que fuera ya necesaria ninguna consideración a la ficción del mantenimiento de la antigua insititucionalidad republicana. Hacia 315-325 el proceso se había completado, pasando de 50 a un centenar. El mal estado de las comunicaciones y el bandidaje hacía que fueran más fáciles de controlar las jurisdicciones de menor tamaño. El control fiscal y militar se hizo más efectivo, aumentando el número de los funcionarios y la presencia militar, aunque se redujera el tamaño de las legiones, con 3600 hombres para las territoriales y aún menos para las móviles, lo que además las hacía menos peligrosas en caso de sublevación. Las tareas judiciales se convertían en las principales de gobernadores y vicarios, designados por el emperador, que podían ser tanto del orden senatorial (cónsules) como del orden ecuestre (praesides). Ambos orígenes podían tener también los de las nueve provincias de Italia, reducida ya al trato de cualquier otra provincia, que recibían el nombre de correctores; mientras que los de las de Asia y África solo podían ser del orden senatorial, y recibían el de procónsules. La ciudad de Roma era gobernada por un prefecto, cargo también reservado a senadores.

## Diócesis
Las provincias se agruparon en diócesis, a cargo de un vicario, seis en Oriente (Oriente, Ponto, Asia, Tracia, Mesia y Panonia) y seis en Occidente (Britania, Italia, Galia, Hispania, Vienense y África); decisión de gran trascendencia, pues está en la base de la formación de las naciones modernas de Europa Occidental, proceso secular que no culminará hasta la Edad Contemporánea.
Los vicarios, de rango ecuestre, controlaban a los gobernadores provinciales, pero no a los procónsules ni al prefecto de Roma. Sus poderes eran exclusivamente civiles, no militares. Las competencias militares las ejercían los duces. En el año 305 se crearon las prefecturas, administradas por dos prefectos del pretorio, uno para Oriente y otro para Occidente, que posteriormente se duplicaron. Sus competencias eran tanto civiles como militares, pero estas últimas les fueron retiradas en las reformas de Constantino.

## Tetrarquía
La institución de la tetrarquía dividió el territorio y la propia autoridad imperial entre dos augustos y dos césares, con el propósito de poner fin a las revueltas por la sucesión, a través de la cooptación al cargo imperial. Se delegaban algunas competencias civiles del emperador en el vicarius a consiliis sacris, mientras que las militares se ejercían a través de los jefes de la milicia, ayudantes directos de los tetrarcas. Los agentes in rebus eran enviados por el emperador para misiones concretas e itinerantes, manteniendo la vigilancia política y policial sobre toda la administración.

## Administración central y Derecho
La administración central fue rígidamente reglamentada y jerarquizada, prácticamente militarizada. Su base era la Militia, formada por un servicio de oficinas a cargo de oficiales denominados centuriones, corniculares y otras denominaciones de carácter castrense. Los agentes fiscales se denominaron cesarianos. A un nivel superior, la Cancillería se dividía en libelli, studia, memoria, epistulae, cognitiones y rationales, estos últimos, a cargo de las finanzas imperiales; controlada por un vicarius a consiliis sacris. Estos Consejos (Consilia sacra) del emperador eran cuatro, uno por cada tetrarca, y son el precedente de los Consejos de Estado o Consejos reales de las monarquías medievales y del Antiguo Régimen. Tenía funciones legislativas, promulgando leyes de escasa originalidad, invocando la Lex Romana o Ius Romanum (derecho nacional), sin contemplar las distinciones anteriores entre Ius civile e Ius gentium. Los consejeros, designados por el emperador, percibían distintas cantidades como retribución, de 200 000 a 60 000 sestercios.